# Petit-duc de Gurney
Otus gurneyi
Espèce
Synonymes
- Pseudoptynx gurneyi Tweeddale, 1879
(protonyme)
- Mimizuku gurneyi (Tweeddale, 1879)

Statut de conservation UICN

 VU A2c+3c+4c;C2a(i) : Vulnérable
Statut CITES
Le Petit-duc de Gurney (Otus gurneyi) est une espèce d'oiseaux de la famille des Strigidae.

## Répartition
Cet oiseau vit dans le sud et l'est des Philippines (Mindanao, Dinagat et Siargao).

## Taxinomie
Elle est longtemps placée dans le genre monotypique Mimizuku, mais un nouveau séquençage en 2011 place cette espèce auprès des autres du genre Otus.